# 皮江法

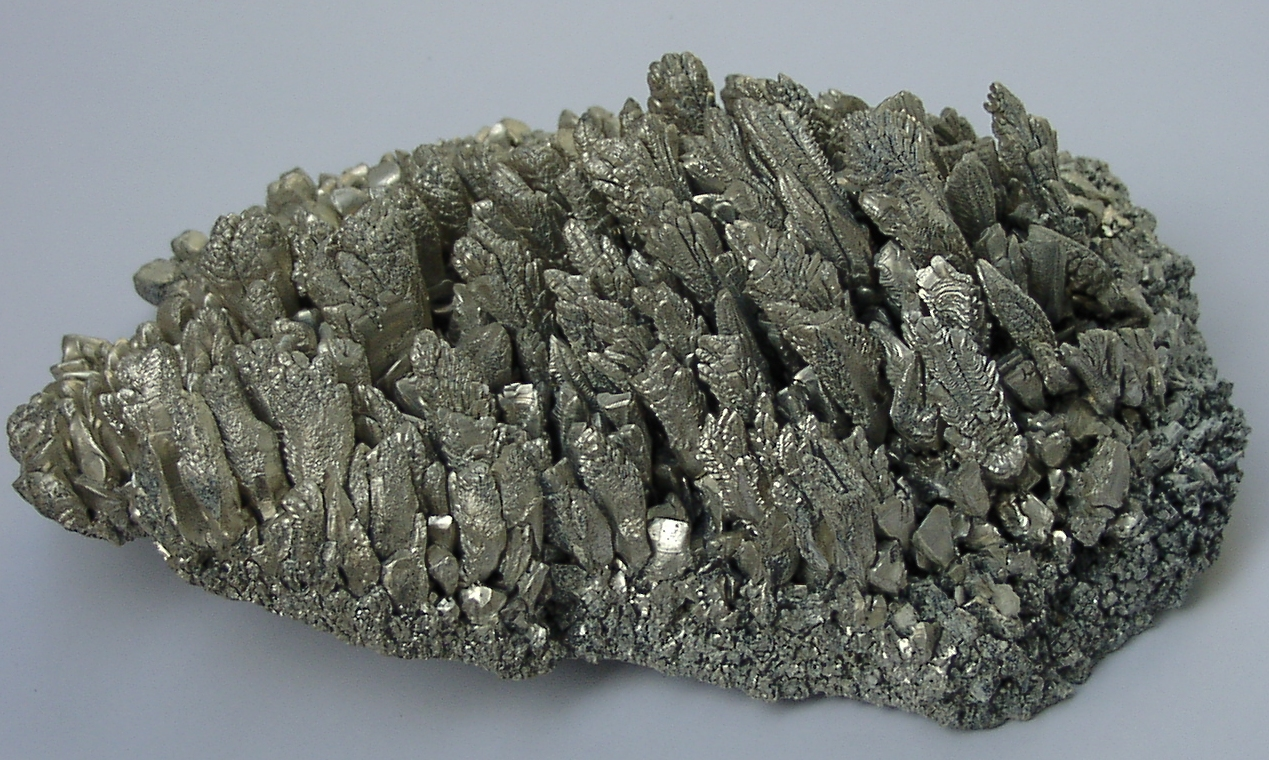
皮江法所得蒸气经冷凝后所得固态金属镁

皮江法（英語：Pidgeon process）是一种冶炼金属镁的方法。原理为通过硅还原氧化镁的硅热反应，由加拿大化学家劳埃德·蒙哥马利·皮江于1940年代初发明。皮江法的能耗约为35–40 MWh/吨镁，远大于熔融电解法的7 MWh/吨镁，但由于所需原料白云石易得，操作简单等原因，中国大部分炼镁企业使用皮江法。

## 原理
皮江法所用的基本化学原理为使用硅还原氧化镁生成二氧化硅和镁单质。
Si(s) + 2 MgO(s) → SiO2(s) + 2 Mg(g)
虽然根据埃林汉姆图，这一还原反应在热力学上是不利的，但根据勒夏特列原理，将生成的镁蒸气蒸出体系，可降低生成物浓度，使平衡右移。常压下，镁的沸点是1090 °C，真空环境下更低，所以常在真空环境下使用皮江法炼镁。常用的还原剂为硅铁合金，其中所含的硅作为反应的还原剂，铁不参与反应。皮江法所用的氧化镁有多种来源。比如可以通过煅烧菱镁矿获得，或将海水或湖水中的氯化镁转化成氢氧化镁，之后煅烧。至今，最为常用的原料为白云石，其中的煅烧生成的氧化钙可以与生成的SiO2结合为硅酸钙，减少逆反应的发生。。
(Ca,Mg)CO3 (s) → CaO.MgO(s)+ CO2(g) (煅烧白云石)
(Fe,Si)(s) + 2 MgO(s) ↔ Fe(s) + SiO2(s) + 2 Mg(g)
CaO + SiO2 → CaSiO3
皮江法可实现批量生产，现将煅烧后的粉末状白云石与硅铁混合，制成团料，然后置于合金熔炉中。采用煤或电作为热源，通过水冷将蒸出的镁蒸汽液化，经过精炼后制成镁锭。

## 外在链接
- USGS up to date and historical data （页面存档备份，存于）
- A USEPA datafile example （页面存档备份，存于）
- Historical background （页面存档备份，存于）
- World Trends, Markets - Dec 2002 （页面存档备份，存于）
- Energy efficiency reference （页面存档备份，存于）